# Montrose (album)
| Recensione | Giudizio |
| ---------- | -------- |
| AllMusic   | [ 1 ]    |

Montrose è il primo album dei Montrose, pubblicato nel 1973 per l'etichetta discografica Warner Bros. Records.

## Il disco
Gli anni settanta diedero alla luce molti classici album hard rock/heavy metal, molti dei quali non vennero mai eguagliati, e benché non tutti ebbero un'influenza permanente, a dispetto dei rispettivi debutti di gruppi come Boston e Ted Nugent, il debutto dei Montrose si rivelò ugualmente influente e importante fino ai giorni nostri. Realizzato nel 1973, ed ispirato chiaramente al suono del Led Zeppelin, il disco introdusse agli occhi del mondo il giovane Sammy Hagar, ma l'aggressione esplosiva della chitarra di Ronnie Montrose non lasciò perplessità sul fatto che il suo nome venisse stampato sulla copertina. La solida sezione ritmica composta dal batterista Denny Carmassi ed il bassista Bill Church certamente non guastava, e inni come "Rock the Nation" e "Good Rockin' Tonight" (cover dell'artista blues/R&B Roy Brown) avrebbero contribuito allo sviluppo dell'intera generazione di gruppi californiani dei fine anni 70, tra cui spiccano ovviamente i Van Halen. In realtà, tracce come "Make It Last" e "I Don't Want It" suonano abbastanza datate per gli standard attuali (non certo per le tematiche frivole), ma il tempo non può cancellare l'euforia di "Bad Motor Scooter", l'arroganza adolescenziale di "Rock Candy", e il memorabile riff di "Space Station #5.". Proprio nel brano "Bad Motor Scooter" si può notare uno dei primi casi di imitazione del rombo del motore di una motocicletta con una chitarra. Questa tecnica verrà in seguito ripresa da decine di gruppi heavy metal degli anni '80 come i Mötley Crüe, i Motörhead e i Manowar.
Nel 1989 il giornale musicale Kerrang! inserì il debutto dei Montrose al quarto posto nella classifica dei "100 migliori album heavy metal di tutti i tempi".
(Ronnie Montrose)

## Tracce

### Lato A
1. Rock the Nation – 3:03 – (Ronnie Montrose)
2. Bad Motor Scooter – 3:43 – (Hagar)
3. Space Station No. 5 – 5:16 – (Hagar, Montrose)
4. I Don't Want It – 2:58 – (Hagar, Montrose)

### Lato B
1. Good Rockin' Tonight – 2:59 – (Brown) (Roy Brown Cover)
2. Rock Candy – 5:05 – (Carmassi, Church, Hagar, Montrose)
3. One Thing on My Mind – 3:41 – (Hagar, Montrose, Sanchez)
4. Make It Last – 5:27 – (Hagar)

## Formazione
- Sammy Hagar - voce
- Ronnie Montrose - chitarra
- Bill Church - basso
- Denny Carmassi - batteria